# Measure for Measure (film)
Measure for Measure è un cortometraggio muto del 1909. Il nome del regista non viene riportato nei credit del film.

## Produzione
Il film fu prodotto dalla Lubin Manufacturing Company.

## Distribuzione
Distribuito dalla Lubin Manufacturing Company, il film - un cortometraggio in una bobina - uscì nelle sale cinematografiche statunitensi il 19 agosto 1909.

### Critica
Articolo di critica in (EN)  suThe Moving Picture World (4 settembre 1909).